# Maria Ivogün
Maria Ivogün, właśc. Ilse Kempner (ur. 18 listopada 1891 w Budapeszcie, zm. 2 października 1987 w Beatenbergu) – węgierska śpiewaczka operowa, sopran.

## Życiorys
Była córką śpiewaczki Idy von Günther i węgierskiego oficera. Swój pseudonim artystyczny utworzyła z pierwszych sylab imienia i nazwiska matki. W latach 1907–1913 studiowała w Konserwatorium Wiedeńskim u Irene Schlemmer-Ambros. W 1913 roku dzięki wsparciu Bruno Waltera otrzymała angaż do opery w Monachium, gdzie zadebiutowała rolą Mimi w Cyganerii Giacomo Pucciniego. W 1916 roku Richard Strauss powierzył jej rolę Zerbinetty w swojej operze Ariadna na Naksos. Wystąpiła też w prapremierowych przedstawieniach oper Der Ring des Polykrates Ericha Wolfganga Korngolda (1916), Palestrina Hansa Pfitznera (1917) i Die Vögel Waltera Braunfelsa (1920). W latach 1921–1925 odbyła liczne podróże koncertowe, śpiewając m.in. w Chicago, Nowym Jorku, Mediolanie i Londynie. Od 1925 do 1933 roku występowała w Städtische Oper w Berlinie, następnie wycofała się ze sceny operowej, poświęcając się pracy pedagogicznej. Od 1956 roku była członkiem berlińskiej Akademie der Künste. Wykładała w Universität für Musik und darstellende Kunst Wien (1948–1950) i w Musikhochschule w Berlinie (1950–1958). Jej uczennicą była Elisabeth Schwarzkopf.
Do jej popisowych ról należały Konstancja w Uprowadzeniu z seraju, Królowa Nocy w Czarodziejskim flecie, Norina w Don Pasquale, Gilda w Rigoletcie, Oskar w Balu maskowym. W latach 1921–1932 była zamężna ze śpiewakiem Karlem Erbem, w 1933 roku wyszła ponownie za mąż, za akompaniatora Michaela Raucheisena.